# Ветошниково
Ветошниково (баш. Ветошников) — деревня в составе городского округа город Уфа, подчинённая Ленинскому району городского округа город Уфа.
До 2004 года входила в состав Жуковского сельсовета Уфимского района.
На территории деревни расположена улица Вешняковская.
| 2010 |
| ---- |
| 260  |